# 麥高雲道
麥高雲道是加拿大安大略省多倫多士嘉堡的一條南北向街道。該道路始於京士頓道，向北延伸至約克區。
麥高雲道在羅倫斯路與艾靈頓路之間的高地溪有短暫中斷，然後在丹佛道（Danforth Road）北端繼續向北延伸至士刁士路，並進入約克區。1973年士嘉堡購物中心啟用時，開通了通往401號省道的交匯處，並設有381號出口。隨着該地區車輛流量的增加，由艾斯美道至雪柏路的路段現有6車道，並增加了通往雪柏路的出口坡道。

## 運輸
多倫多公車局有士嘉堡輕鐵麥高雲站，該站為輕鐵總站，接駁巴士總站則為士嘉堡中心站。接駁巴士包括：
- 16 McCowan 麥高雲
- 129 McCowan North 麥高雲北
- 130 Middlefield  密都菲[3]
- 131 Nugget 訥傑
- 132 Milner 米拿
- 169 Huntingwood 亨廷活[4]
- 302 Danforth Road–McCowan Blue Night 丹佛道–麥高雲深宵

## 地標
- 士嘉堡購物中心（英语：Scarborough Town Centre）
- 士嘉堡全科醫院
- 麥威老購物中心

## 外部連結
- Google Maps of McCowan Road
  - North section
  - South section